# Parc d'État de Hammocks Beach
Le parc d'État de Hammocks Beach est un parc d'État de Caroline du Nord situé dans le comté d'Onslow aux États-Unis. Il est situé près de la ville de Swansboro et couvre environ 470 ha (1167 acres). 
Il est principalement constitué de l'île Bear (Bear Island) le long de la côte de Cristal (Crystal Coast), mais aussi de l'île Huggins (Huggins Island) et d'une partie de l'île Jones (Jones Island) situées dans l'estuaire de la White Oak River, ainsi que d'un petit secteur sur le continent près de la plage des hammocks (Hammocks Beach) où se trouve le siège du Parc.
Les hammocks sont des îlots de végétation forestière qui émergent des marais littoraux et sont caractéristiques des zones côtières atlantiques américaines depuis la Caroline jusqu'à la Floride.

## Description

### Île Bear
Aucun ours ne vit sur l'“île de l'Ours”, traduction littérale de Bear Island, car le nom actuel est une déformation de l'ancienne forme écrite Bare Island, l'“île nue”, ainsi nommée à cause de ses paysages dunaires et de sa maigre végétation.
L'île Bear est une île côtière de forme allongée d'environ 5 km de long sur 1,5 km de large dont la façade océanique est une plage exposée au sud. La superficie avoisine 360 ha. Un système dunaire s'étend sur la majeure partie de l'île. On y trouve aussi une petite zone de forêt maritime. Le bord nord de l'île, qui fait face au continent est composé de fourrés arbustifs et de marais. 
Le site est prisé des visiteurs à la journée, des plaisanciers, des kayakistes et des campeurs. Tout en assurant une fonction d'accueil récréatif notamment avec un poste de baignade et des aires naturelles autorisées de camping, la plus grande partie de l'île reste sauvage et préservée. De nombreux animaux, traversant ou survolant les marais environnants et les chenaux de marée, y trouvent ainsi refuge. L'eau douce est rare et ne se trouve que dans quelques mares forestières cachées au creux des dunes. Les ouragans les plus récents ont profondément perturbé les dunes situées en front d'océan.
Un service de bacs assure la liaison entre le siège du Parc sur le continent et l'île via le Cow Channel, le “chenal de la vache” réalisant le transport de 200 000 personnes par an au cours d'un transfert qui ne dure que 15 minutes. Cependant, depuis 1996, la navigation à marée basse dans ce chenal étroit et sinueux est devenue au fil du temps de plus en plus problématique du fait de l'ensablement et des bouleversements dus aux ouragans. La liaison a été à plusieurs reprises suspendue. À marée basse des embarcations d'une capacité de seulement  11 passagers peuvent être utilisées pour remplacer les habituels bateaux à 28 passagers.

### Île Huggins
C'est une île de l'estuaire, sans dunes ni plages, essentiellement boisée, d'une superficie de 90 ha.

### Île Jones
Depuis 2007, environ 7 ha de la petite île Jones, essentiellement couverte de chênes sempervirents et de pins à l'encens (Pinus taeda), font partie du Parc.

### Hammocks Beach
Cette partie d'environ 13 ha est située sur le continent.

## Écologie
L'île Bear est l'un des principaux sites régionaux de reproduction de la tortue caouanne, animal choisi comme emblème du Parc.